# Sarah Tait
Sarah Anne Tait, nata Outhwaite (Perth, 23 gennaio 1983 – Melbourne, 3 marzo 2016), è stata una canottiera australiana.
Ha partecipato a tre Olimpiadi (2004, 2008 e 2012). È deceduta a soli 33 anni a causa di un cancro cervicale.

## Palmarès

### Olimpiadi
- 1 medaglia:
  - 1 argento (Londra 2012 nel due senza)

### Mondiali
- 3 medaglie:
  - 1 oro (Gifu 2005 nel W8+)
  - 1 argento (Gifu 2005 nel W2-)
  - 1 bronzo (Lake Bled 2011 nel W2-)